# ویک وندرله
ویک وندرله (انگلیسی: Vic Wunderle؛ زادهٔ march ۴, ۱۹۷۶ (۴۹ سال)) ورزشکار تیراندازی با کمان اهل ایالات متحده آمریکا است.
وی در مسابقات کشوری و بین‌المللی در مجموع برندهٔ ۷ مدال طلا، ۲ مدال نقره، ۳ مدال برنز شده‌است.